# Сен-Жан (озеро)

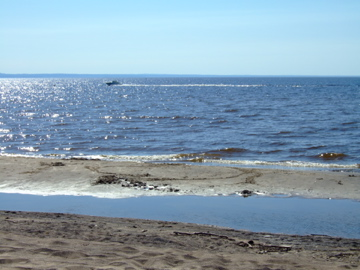
Так виглядає озеро Сен-Жан з пляжів у районі Метабечуан-Ляк-а-ля-Круа (Métabetchouan-Lac-à-la-Croix).

Озеро Сен-Жан (фр. lac Saint-Jean - читається "ляк Сен-Жан", буквальне значення - озеро Святого Івана) - озеро у провінції Квебек (Канада), у адміністративному регіоні Сагне-Ляк-Сен-Жан.
Площа -	1 041 км². Довжина - 43,8 км. Ширина - 24 км. Третє за розмірами озеро Квебеку після озера Містассіні (Mistassini) і озера ль'О Клер  (lac à l'Eau Claire). Оточено гірськими масивами. 
З озера витікає річка Сагне.
На березі озера знаходяться містечка Альма, Роберваль, Перібонка та ін.